# R4 -RIDGE RACER TYPE 4-
『R4 -RIDGE RACER TYPE 4-』（アールフォー リッジレーサータイプフォー）とは、ナムコ（後のバンダイナムコエンターテインメント）から発売された、PlayStation用レースゲームである。通称『R4』。

## 特徴

### 概要
制作当時の最新の音楽や印象的な陰影表現、ストーリーパートの導入、車体の細かなデザイン変更など、1990年代のレースゲームとしては極めて高度な作品となっており、初代PlayStation時代の最終作品として高い完成度を実現している。
ゲーム中の色彩は写実的で落ち着いており一見すると渋めではあるが、前作より一層進歩した光源処理によって早朝や昼間や夕方などの時間帯に応じた印象的な世界を演出している。これはレイジレーサーでの家庭用への路線変更から続く、世界に深みを持たせる方向性での進化を継続した結果である。
ゲーム中のBGMは、ドラムンベースやディープ・ハウスなど、当時最先端のスタイリッシュで落ち着きのあるクラブミュージックのトレンドを全面的に取り入れている。
映像についても、全面的に導入されたグーローシェーディングや、車体の環境マッピングや、各ステージの時間帯によって変わる日光の演出やテールランプの残像表現と相まって、夕方や夜間のレースをドラマチックに表現した。家庭用ゲーム機では当時の最先端とも言えるグラフィックを実現し、ソフトウェアパッケージの裏面では「公開以来、こんな美しい画面が本当に家庭用ゲーム機で動くのかと問い合わせが殺到したほどの秀麗な風景」と自称している。映像の品質は、初代PlayStationでは限界に到達し、更なる映像品質向上はPlayStation 2の登場を待たなければならない状況となった。
ポケットステーションを使うことでセーブデータ内のマシンを交換することが可能。チーム、メーカー、カーナンバーを選んで送信する操作となる。送信したマシンはなくなる事がないため、正確にはコピー機能となる。
操作性はリッジレーサーレボリューションに最も近い。
「外見を磨く事も必要」との発想から愛車のボンネット、マシンサイドにつけるオリジナルステッカーをデザインする機能で「ステッカーエディット」が搭載されている。その画面でのみ2P側のコントローラー端子にマウスを接続する事で、マウスの操作も可能となっている。サンプルステッカーも数多く用意されているが、ボンネットとサイドで別パターンを張ることはできない。
開発者は「あの作品からナムコのグラフィックスタイルが変わった｣｢ゲーム業界のUIが変わった｣と当時を回想するなど、ゲームとしてのデザインに変革を起こした作品であったと評している。

### 世界観
プレイヤーは、4つのレーシングチームと自動車メーカーの中から好きな組み合わせを選択し、各チームがしのぎを削るレースを、自らが選択したチームの監督とともに勝ち抜いて勝利を得る過程を体験することになる。
本作品のサブタイトルに「TYPE 4」とあるように、自動車メーカーやレーシングチームは各々全く違う個性を持っている。同様に、各チームの監督も全く違う個性を持っている。映画的なゲーム展開と共に自身のチームを取り巻く状況が監督の口から断片的に語られ、徐々に自身のチームを取り巻く状況が明らかにされていく。
ゲーム序盤では一般車と同様の外観のスポーツカーが用意され、見慣れた光景のレースが展開される。しかし、レース終盤に近づくにつれて、各レーシングチームによるマシンの更新が進むと、エンジン出力が2000馬力に達するといった非現実的な仕様のレーシングカーが用意されるようになり、SF的な超高速バトルが繰り広げられるようになる。但し、戦績が悪ければ最高の車は与えられず、下位グレードの車の改良で終わる事になる。
さらに、ゲームクリア後には既知の自動車とは異次元の性能を誇る「デビルカー」とのレースや入手も行う事ができる。

### グラフィック
陰影の表現に｢焼き付け｣と呼ばれる技術から｢グローシェーディング｣へ変更し、それをコース全体に適用する事で滑らかで美しくなるよう変更された。また、先にリリースされたグランツーリスモの影響を受け、車体に対して擬似環境マッピングを実装すると共に、各種エフェクトの実装で雰囲気の演出に成功し、初代PlayStationにおいては当時の最先端といえる映画的なグラフィックを実現した。しかし、初代PlayStationの性能限界によりフレームレートが最高で30fpsに制限され、処理落ちする場面もあった。このことを良く言い換えるなら、映画のフレームレートが24fpsであることを考えると、映画的な感覚を覚えるようなフレームレートと言える。初代PlayStationの中で最高峰のグラフィックを実現したものの、後発のハードウェアにはスペックで大きく劣るため、同時期のPCゲームや、約1年半後に発売されたPlayStation 2の描画品質には遥かに及ばなかった。

## 対戦
画面を上下2分割にして対戦を行うモードに加え、本体、ソフト、モニターなど全てを2つずつ用意して対戦ケーブルで接続し、1人プレイ時と同じクオリティでの対戦が可能となっている。そして対戦ケーブルを使いながら画面を2分割することで、最大4人までの同時対戦を行う機能が搭載されている。説明書には記載がないが『R4』が起動している2台のPlayStationを対戦ケーブルで繋げるとメニュー画面に”LINK BATTLE”の項目が追加される。

## REAL RACING ROOTS '99
グランプリモードでは、1次予選2レース、2次予選2レース、決勝4レースの計8レースで構成されるシリーズ「REAL RACING ROOTS '99」に出場する。1次予選では3位以内、2次予選では2位以内、決勝では1位でのゴールがそれぞれの通過条件となり、失格となった場合も3回までリトライが可能だが、残リトライ回数が0の状態で失格になるとゲームオーバーとなる。
日本とアメリカの2か国開催で、横浜、福岡、ニューヨーク、ロサンゼルスを舞台とし、すべて公道を封鎖した特設コースで行われる。
最終戦は1999年の大晦日に行われる設定である。

### チーム
プレイヤーはレーシングチームの雇われドライバーとなり、チームオーナーや監督とともにレースをクリアしてグランプリを制する事が目的となる。ゲームスタート時に以下の4つから契約するチームを選択し、そのチーム専属のレーサーとして出場する。所属チーム選択によってセッティングや難易度に大きな違いが生じる。
RC MICRO MOUSE MAPPY（マイクロ・マウス・マッピー、MMM）
- 国籍：フランス
- 難易度：Easy
- カラー：ピンク・白・水色

弱冠24歳の女性オーナーが率いるレーシングチーム。チームとしての実力は安定してスタッフの能力と、マシンの扱いやすさに定評がある。旋回性能に優れる反面、加速と最高速で劣るが、敵車の走行スピードも遅く設定されている。
チームのモチーフはマイクロマウスおよびマッピー。
PAC RACING CLUB（パック・レーシングクラブ、PRC）
- 国籍：日本
- 難易度：Normal
- カラー：赤・黄（最終戦のみ赤単色）

今年（RRR'99）から参戦する日本のレーシングチーム。新入りながらスタッフの能力は高く、バランス型のマシンセッティングを得意し、最も標準的な難易度と位置づけられている。
チームのモチーフはパックマン。
RACING TEAM SOLVALOU（レーシングチーム・ソルバルウ、RTS）
- 国籍：イタリア
- 難易度：Hard
- カラー：銀・青・白

RRR最多の優勝回数を誇るエリートチーム。戦闘力の高いマシンセッティングを得意とし、加速と最高速を重視する一方、旋回性能は犠牲になっている。
チームのモチーフはゼビウス。
DIG RACING TEAM（ディグ・レーシングチーム、DRT）
- 国籍：アメリカ
- 難易度：Expert
- カラー：水色・黄

かつてはRTSに並ぶエリートチームであったが、現在は資金不足を要因とする成績不振により、弱小チームに成り下がっている。
初期のマシン性能は加速、最高速、旋回性能のどれを取っても最低クラスであるが、これはあくまでも資金不足によるものとされており、予選で好成績を出し資金を調達すれば、決勝戦では高性能なマシンを提供してくれる。ただし、どの分岐であっても旋回性能は極めて劣っている。
チームのモチーフはディグダグ。

## 登場人物

### チームオーナー・監督
ソフィ・シュバリエ（Sophie Chevalier）
MMMのオーナー。24歳。本人はレースにあまり関心がなく、レースに関わる作業はすべて監督のドナルドに一任している。今回のRRRで優勝できないと、父親の決めた相手と結婚させられてしまうことになっている。
シリーズを重ねる毎に、ドナルドに頭を下げてレースのことを教えてもらうなどオーナーとしての自覚を持ち始め、最終戦で彼女なりの気合の入れ方として髪を上げる。
MMM優勝後の記者会見で許婚と別れたことを明かし、最後に「私の守るべき人とは一体誰なのか今頃になって漸く分かった」という、含みのある台詞を残す。
矢崎 信次（やざき しんじ）
PRCの監督。36歳。口は悪いが面倒見は良い性格。
13年前まではRTS所属のドライバーであったが、チームメイトであり親友でもあったジュリアーノを自らのミスで事故死させてしまった責任を負い、以来一線から遠のいていた。しかし、「RRRの頂点に立つ」という彼との約束を思い出し、この舞台に戻ってきたことが明かされる。エンディングによれば、PRCは「後にRRR史上最強と謳われる」とのこと。
エンキ・ジルベルト（Enki Gilbert）
RTSのオーナー兼監督。68歳。厳格な性格の人物で、ドライバーに対しても容赦なく厳しい言葉をかけてくる。
シリーズが進むと、息子ジュリアーノの死の影響か理想の走りに対する複雑な本心を吐露し始め、その後決勝で因縁の相手たる矢崎の存在を知り、それが息子の死のフラッシュバックを引き起こしたのか突然弱腰になってしまう。ゲーム中でも矢崎のことを「疫病神」と罵る場面がある。最終的にはプレイヤーの走りを見て「あの悲劇があったからこそ、前に突き進むしかない」という答えを見つけ出し、感謝した。
ロバート・クリスマン（Robert Chrisman）
DRTの監督。45歳。一見頼りなさそうな人物で、チームオーナーのレースを省みない身勝手な行動に振り回されている。
シリーズの進行にあわせて強気な姿勢を見せるようになり、オーナーが有名ドライバーを引き抜いてプレイヤーを解雇しようとした際には頑なに拒否。そしてRRR'99で優勝を果たすと、年俸で手のひらを返そうとしたオーナーを一喝し、最後はオーナーを見限る形で監督を辞任した。後の『リッジレーサー7』では、子供を対象としたカートスクールを設立していることが明かされる。

### その他
ドナルド・ルイス（Donald Louis）
MMMの現監督。本編には登場せず名前のみ語られる。かつてはDRTに所属していたが、現オーナーに嫌気が差してMMMに移籍した経歴を持つ。
ジュリアーノ・ジルベルト（Giuliano Gilbert）
エンキの息子で故人。本編には登場せず名前のみ語られる。かつてRTSのトップレーサーとして活躍しており、決勝第2戦まで失格なしでの連勝を成し遂げたRRR史上初のドライバーであったが、13年前にレース中の事故により落命した。
永瀬麗子
オープニングムービーに登場するほか、PRCシナリオでは彼女から応援のFAXが届くイベントがある。

## コース
全8コースが収録されており、いずれも順走と逆走が存在する。グランプリモードでは、以下に掲載する順でコースを巡ることになる。カッコ内の周回数はグランプリ時のもので、他モードでは一律3周（『シューティング フープス』のみ6周）となる。
Helter Skelter（ヘルター スケルター）
- 全長：5,220 m
- 所在地：横浜
- ラウンド：1次予選・第1戦（2周）

開発の進む湾岸都市を走る高速コース。小コーナーが多く、全体的に道幅も広いため運転しやすいベーシックなコース。
その一方で、コース中盤のトンネル区間「プーカァライン」など、いかにスピードを落とさずに切り抜けられるかが問われるテクニカルなセクションも存在する。
Wonderhill（ワンダー ヒル）
- 全長：6,686 m
- 所在地：福岡
- ラウンド：1次予選・第2戦（2周）

夕闇迫る山岳地帯を走るテクニカルコース。見通しが非常に悪く、コーナーの多くはブラインドとなっている。
ヘアピンカーブも多く、中盤には複合コーナー、終盤には1回転するループコーナーも存在し、難易度は非常に高い。
Edge of the Earth（エッジ オブ ジ アース）
- 全長：5,665 m
- 所在地：ニューヨーク
- ラウンド：2次予選・第1戦（3周）

シリーズ初の本格的なナイトコース。空港の滑走路からスタートし、夜のオフィス街を走るハイウェイサーキット。
序盤と終盤（ナムコワンダーシティのコーナー）のヘアピン以外の難所は少ないが、夜間のため見通しは悪い。
Out of Blue（アウト オブ ブルー）
- 全長：5,564 m
- 所在地：横浜
- ラウンド：2次予選・第2戦（3周）

早朝の港湾地帯を走るコース。「ヘルター スケルター」と一部区間を共用する。
序盤のヘアピンカーブと、港湾地区出口の直角コーナーが難所。
Phantomile（ファントマイル）
- 全長：3,012 m
- 所在地：横浜
- ラウンド：決勝・第1戦（3周）

「ヘルター スケルター」に隣接したショートサーキット。コース脇にパックマンとディグダグの巨大なマスコットが鎮座し、屋内展示場「パックマンドーム」の内部を走行するなど、バラエティに富んだコース。
全長は全コース中最短で道幅も広いため、いかに減速を抑えるかが重要となる。
Brightest Nite（ブライテスト ナイト）
- 全長：5,868 m
- 所在地：ニューヨーク
- ラウンド：決勝・第2戦（3周）

「ナムコ・ワンダーエッグ」や「たまご帝国」など、夜のテーマパーク内を駆け抜けるナイトコース。「エッジ オブ ジ アース」と一部区間を共用する。
後半にはジャンピングスポットと直角コーナーが組み合わさった複合コーナーがあり、見通しが悪い事に加え下り坂でスピードも乗っているため、Stage04以降の一部車種ではジャンプ前からドリフトを始める必要がある。
Heaven and Hell（ヘブン アンド ヘル）
- 全長：6,456 m
- 所在地：福岡
- ラウンド：決勝・第3戦（3周）

コース中盤から一気に山を登り、天文台の脇を通過した後一気に下るという、ダイナミックなコースレイアウトが特徴。「ワンダー ヒル」と一部区間を共用する。
形状はそれほど複雑ではないものの、やはり全体的な難易度は高く、天文台を超えた直後の「直角コーナー→ジャンプ→直角コーナー」と連続するエリアは屈指の難度を誇る。
RRR'99第7戦で、スタート時のカウントダウン中に特定のコマンドを入力すると、レースが開始してからトンビが出現する。リプレイには登場しないが、かなりの速さで飛行していく。
Shooting Hoops（シューティング フープス）
- 全長：3,959 m
- 所在地：ロサンゼルス
- ラウンド：決勝・最終戦（6周）

RRR'99における最後の舞台。前作で初登場となったオーバルコースの第2弾で、ロサンゼルスを舞台にしたナイトコース。
形状はシンプルで走りやすいが、オーバル専用車を使用した超高速バトルが繰り広げられ、微妙な操作感覚とライン取り、そして1回のミスでも優勝不可能になるなど、かなりの集中力を要求される。

## メーカーとマシン
契約するチームを選択した後、使用する車のメーカーを以下の4社（いずれも架空）から選択する。選択したメーカーによってコーナリングタイプが「ドリフト」「グリップ」に分かれることになる。グランプリの途中でメーカーを変えることはできない。
各チームともに、グランプリ1次・2次予選後および最終戦前に新型マシンの投入がある。レースの成績や走行タイムに応じて投入されるマシンは変化するが、極端に成績が悪い場合は既存マシンのチューンアップのみで終わる場合もある。
各メーカーの11台目の車は通称「デビルカー」と呼ばれ、グランプリモードをクリアした後に登場する隠しモード「EXTRA TRIAL」にて、そのデビルカーに勝利することによって獲得できる。通常の車種は基本的にRTS（一部DRT）仕様が最速となるが、デビルカーは例外的にメーカーとチームの国籍が一致した「シンボリックデビルカー」が最も速く設定されている。

### ASSOLUTO（アッソルート）
イタリアの自動車メーカー。タイプはドリフト。直線的でスポーティなフォルムが特徴。創業者のアッソルート氏は元レーサーであり、現役時代にはエンキ・ジルベルトとライバル関係にあった。前作『レイジレーサー』から継続して登場。
| マシン                      | グレード   | エンジン             |
| --------------------------- | ---------- | -------------------- |
| PROMESSA（プロメッサ）      | 1 2 3 4    | 直列4気筒DOHC        |
| BISONTE（ビゾンテ）         | 2 3 4      | V型8気筒OHV          |
| REGALO（レガーロ）          | 2 3 4      | V型6気筒OHCターボ    |
| FATALITA（ファタリタ）      | 2 3 4      | 直列3気筒ロータリー  |
| RONDINE（ロンディーネ）     | 3          | 水平対向16気筒       |
| CAVALIERE（カヴァリエーレ） | 3          | V型10気筒DOHCターボ  |
| INFINITO（インフィニート）  | 3          | V型10気筒DOHCターボ  |
| AQUILA（アクィラ）          | 4          | 水平対向12気筒       |
| ESTASI（エスタジ）          | 4          | 水平対向16気筒       |
| SQUALO（スクァーロ）        | 4          | V型10気筒DOHC        |
| VULCANO（ヴルカーノ）       | デビルカー | 対消滅反重力エンジン |

### LIZARD（リザード）
アメリカの自動車メーカー。タイプはドリフト。ダイナミックで迫力のあるフォルムが特徴。前作『レイジレーサー』から継続しての登場だが、車種はすべて一新された。今作が最後の登場となり、後にVita版の公式サイトにて連邦倒産法第11章を適用したことが明かされている。
| マシン                     | グレード   | エンジン         |
| -------------------------- | ---------- | ---------------- |
| BONFIRE（ボンファイア）    | 1 2 3 4    | V型8気筒         |
| DETECTOR（ディテクター）   | 2 3 4      | V型8気筒         |
| WISDOM（ウィスダム）       | 2 3 4      | V型8気筒         |
| OFFICER（オフィサー）      | 2 3 4      | V型8気筒         |
| COLLEAGUE（コリーグ）      | 3          | V型8気筒ターボ   |
| COMRADE（カムラッド）      | 3          | V型10気筒        |
| IGNITION（イグニッション） | 3          | V型8気筒ターボ   |
| TAMER（テイマー）          | 4          | V型8気筒ターボ   |
| CATARACT（キャタラクト）   | 4          | V型16気筒        |
| RECKLESS（レックレス）     | 4          | V型8気筒ターボ   |
| NIGHTMARE（ナイトメア）    | デビルカー | 熱核融合エンジン |

### TERRAZI（テラジ）
日本の自動車メーカー。タイプはグリップ。バリエーション豊かなフォルムが特徴。一般的な四輪車から三輪自動車、葉巻型フォーミュラカーから電気自動車まで、個性豊かなマシンを数多く揃えている。今作で初登場となるメーカー。
| マシン                      | グレード   | エンジン                 |
| --------------------------- | ---------- | ------------------------ |
| AMBITIOUS（アンビシャス）   | 1 2 3 4    | 直列4気筒DOHCターボ      |
| TROOP（トループ）           | 2 3 4      | 直列4気筒ターボ          |
| RUMOR（ルーモア）           | 2 3 4      | 直列4気筒ターボ          |
| WILDBOAR（ワイルドボアー）  | 2 3 4      | 並列4気筒ターボ          |
| CAPITAL（キャピタル）       | 3          | V型6気筒ターボ           |
| COWBOY（カウボーイ）        | 3          | V型6気筒                 |
| STARLIGHT（スターライト）   | 3          | V型8気筒                 |
| DECISION（デシジョン）      | 4          | V型10気筒ターボ          |
| TERRIFIC（テリフィック）    | 4          | V型8気筒ターボ           |
| DESTROYER（デストロイヤー） | 4          | 超電磁ツインモーター     |
| UTOPIA（ユートピア）        | デビルカー | ジェットロケットエンジン |

### Age Solo（アージュ・ソロ）
フランスの自動車メーカー。タイプはグリップ。流線形を主体としたコンパクトなフォルムが特徴。前作『レイジレーサー』に登場したAge（アージュ）社の子会社で、アージュ・ソロ名義での登場は今作が初。後に『リッジレーサー3D』で再登場する｡
| マシン                        | グレード   | エンジン            |
| ----------------------------- | ---------- | ------------------- |
| PROPHETIE（プロフェシー）     | 1 2 3 4    | 直列4気筒DOHC       |
| DIRIGEANT（ディリジャン）     | 2 3 4      | 直列4気筒OHC        |
| BATAILLE（バタイユ）          | 2 3 4      | V型6気筒OHC         |
| MEGERE（メジェーレ）          | 2 3 4      | V型6気筒OHC         |
| ANTILOPE（アンティロープ）    | 3          | 直列6気筒OHC        |
| AVERSE（アヴェルス）          | 3          | V型8気筒OHV         |
| LICORNE（リコルヌ）           | 3          | 直列4気筒DOHCターボ |
| ESPION（エスピオン）          | 4          | 直列6気筒OHC        |
| SORCIERE（ソルシエール）      | 4          | V型12気筒           |
| SUPERNOVA（シュペルノーヴァ） | 4          | V型12気筒           |
| ECUREUIL（エキュルイユ）      | デビルカー | 並列2気筒           |

同車種でもグレード違いやチーム違いが存在し、合計すると320車種に及ぶ。これらをすべて集めると、ガレージに隠し車「PAC-MAN」が追加される。

## ボーナスDISC
パッケージ内には、2枚目のディスクとして「ボーナスDISC」が同梱されている（2002年にPS one Booksとして発売された廉価版には同梱されていない）。ボーナスディスクには以下の2点が収録されている。
- RIDGE RACER ハイスペックVer.（改良点：グーローシェーディング、高解像度化、60FPS）
- NAMCO CATALOGUE '98

前者は、ポリゴン表示能力の制約から初代PlayStationでは一般的ではなかった60FPS処理化等を、初代PlayStation末期までに得た開発ノウハウを投入して実験的に実現した初代『リッジレーサー』である。その他ゲーム内容の詳細については『リッジレーサー』を参照のこと。起動時、タイトルまでのローディング時間に「ギャラクシアン」を遊ぶことができ、時間内に全ての敵を撃墜すると隠し車が出現する。また、ディスクは音楽CDとして聴くことも可能。こういった点も初代リッジから引き継がれている。
オリジナルの初級・中級コースは「SHORT COURSE」、上級コースは「LONG COURSE」の2コースとなる。その他、オリジナルにはなかったタイムアタックが追加されている。
後者は、1998年当時までのナムコのPSソフトのカタログである。体験版、ムービー、設定集などが収録されているゲームも存在する。体験版収録作品は『テイルズオブデスティニー』『リベログランデ』『風のクロノア』『鉄拳3』の4作。

## サウンドトラック
R4 -RIDGE RACER TYPE 4- DIRECT AUDIO
発売日: 1999年1月27日
発売元：メディアファクトリー

## 関連作品
この作品と同時期にナムコから発売された『エースコンバット3 エレクトロスフィア』も、世界観とグラフィックに強く拘っているため、良く比較されている。